# Rostbukig motmot
Rostbukig motmot (Momotus subrufescens) är en fågel i familjen motmoter inom ordningen praktfåglar.

## Utbredning och systematik
Rostbukig motmot delas upp i sju underarter i två grupper:
- M. s. argenticinctus – förekommer i tropiska västra Ecuador och nordvästra Peru
- subrufescens-gruppen
  - M. s. spatha – förekommer i östra Colombia (Serrania Macuira i östra Guajira)
  - M. s. subrufescens (inklusive olivaresi och conexus) – förekommer från östra Panama till norra Colombia, inklusive Caudadalen och Magdalenadalen, samt norra Venezuela österut till Aragua; även på Colombias Stillahavskust till Atratodalen
  - M. s. osgoodi – förekommer i fuktskogar i västra Venezuela (kring Maracaibosjön)

## Status
Arten har ett stort utbredningsområde och beståndet anses vara stabilt. Internationella naturvårdsunionen IUCN listar den därför som livskraftig (LC). Beståndet uppskattas till i storleksordningen 50 000 till en halv miljon vuxna individer.